# Why We Fight
Why We Fight (sinngemäße dt. Übersetzung: „Warum wir Krieg führen“) ist eine siebenteilige US-amerikanische Serie von Propagandafilmen aus dem Zeitraum 1942 bis 1945. Die Filmreihe wurde kurz nach dem Eintritt der Vereinigten Staaten in den Zweiten Weltkrieg von der US-Armee in Auftrag gegeben und produziert. Ursprünglich zur Vorführung vor US-Soldaten konzipiert, wurde die Serie, die die Gründe für die amerikanische Kriegsbeteiligung erklären und sich gegen den damals in Amerika noch weit verbreiteten Isolationismus wenden wollte, bald in öffentlichen Lichtspielhäusern gezeigt. Der Serie wirbt hierbei für den Interventionismus als neue Grundlage der US-Außenpolitik.
Die Propagandareihe wurde auch im Ausland, mit französischer, spanischer, russischer und chinesischer Tonspur, vertrieben. Prelude to War, der erste Film der Reihe, wurde 1943 als „Bester Dokumentarfilm“ mit dem Oscar ausgezeichnet.
Im Jahr 2000 wurde Why We Fight in das National Film Registry aufgenommen.

## Liste der Filme
Unter der Leitung des Hollywood-Regisseurs Frank Capra wurden sieben Filme mit einer Laufzeit von rund 40 bis 76 Minuten hergestellt. Das Hauptaugenmerk der Reihe liegt auf der Darstellung des europäischen Kriegsschauplatzes; nur der sechste und vorletzte Teil (The Battle of China) widmet sich ausschließlich der asiatischen Kampfzone.
1. Prelude to War (dt. „Vorspiel zum Krieg“) (1942)
2. The Nazis Strike (dt. „Der Nazi-Schlag“) (1943)
3. Divide and Conquer (dt. „Teile und herrsche“) (1943)
4. The Battle of Britain (dt. „Die Schlacht um Großbritannien“) (1943)
5. The Battle of Russia (dt. „Die Schlacht um Russland“) (1943) 1, 2
6. The Battle of China (dt. „Die Schlacht um China“) (1944)
7. War Comes to America (dt. „Der Krieg kommt nach Amerika“) (1945)